# ガイウス・コルネリウス・ケテグス
ガイウス・コルネリウス・ケテグス（ラテン語: Gaius Cornelius Cethegus、生没年不詳）は紀元前3世紀後期から紀元前2世紀前半の共和政ローマの政治家・軍人。紀元前197年に執政官（コンスル）、紀元前194年には監察官（ケンソル）を務めた。

## 出自
ケテグスはパトリキ（貴族）であるコルネリウス氏族の出身であるが、コルネリウス氏族はローマでの最も強力で多くの枝族を持つ氏族でもあった。ケテグスのコグノーメン（第三名、家族名）を持つ人物としてはマルクス・コルネリウス・ケテグスが記録に現れる最初の人物である。カピトリヌスのファスティによれば、ガイウスの父プラエノーメン（第一名、個人名）はルキウス、祖父はマルクスである。また、マルクスの父はマルクス、祖父もマルクスであることから、現代の研究者は両者はいとこ同士と考えている。また、祖父マルクスは第一次ポエニ戦争時代の人物で、すでにケテグスのコグノーメンを名乗っていたと思われる。
紀元前149年にセルウィウス・スルピキウス・ガルバの訴追者の一人にガイウス・コルネリウス・ケテグスという人物の名前がある。この人物はケテグスの息子の可能性がある。

## 経歴
ケテグスに関する最初の記録は紀元前201年であり、執政官代理（プロコンスル）としてイベリア半島に送られている。やはり執政官代理としてイベリア戦線を担当していたルキウス・コルネリウス・レントゥルスの後任であった。ケテグスは一個ローマ軍団と15個同盟軍コホルスから構成された特別軍を編成した（通常執政官あるいは執政官代理は2個ローマ軍団と補充の同盟軍部隊で構成される）。紀元前200年、ケテグスはセデタニ族（en）に大勝利し、ティトゥス・リウィウスによれば敵軍15,000を戦死させている。ローマから離れてはいたが、ケテグスは年末の政務官選挙に立候補し、翌紀元前199年の按察官に当選し、ローマに戻ってその職を務めた。按察官のケテグスらにより「非常に豪華な」ローマ祭（Ludi Romani）が開催されている。
紀元前197年、法務官（プラエトル）を経験することなしに執政官に就任、同僚執政官はクィントゥス・ミヌキウス・ルフスであった。ガイウス・プリニウス・セクンドゥス（大プリニウス）は、選挙直後にケテグスが市民にワインを分配したとする。両執政官は、担当戦線 - イタリアか3年間戦争が続くマケドニア - を決めるためのくじ引きの実施を望んだが、護民官達はこれに反対した。第二次マケドニア戦争のような大戦争においては、指揮官を頻繁に変えるのは好ましいことではなく、ティトゥス・クィンクティウス・フラミニヌスに引き続き指揮を執らせるべきと考えたのである。ケテグスとルフスはこれを元老院に諮ることに同意した。
紀元前197年の春、両執政官は北イタリアに移動した。ルフスはリグリアの反乱を鎮圧し、ケテグスはガリア人との戦いを開始した。ケテグスはインスブリ族（en）とケノマニ族（en）の連合軍と戦ったが、ルフスがケノマニ族の土地を略奪すると、ケノマニ族は自身の土地に撤退した。ここでケテグスはケノマニ族と秘密裏に同盟を結ぶことに成功し、ティトゥス・リウィウスによれば一度の会戦の勝利により、敵兵35,000を殺害、5,200を捕虜にした。この反乱を指導したカルタゴの将軍ハミルカルも捕虜となった。包囲されていたローマの植民市プラケンティア（現在のピアチェンツァ）とクレモナは開放され、捕虜となっていた市民も救われた。両執政官の勝利の報告が届くと、ローマでは4日間の感謝祭が実施された。両執政官はベローナ神殿（en）に参拝して、合同凱旋式の実施を求めた。しかし、二人の護民官はルフスの求めを拒絶し、二日間の議論の後、ルフスは要求を撤回した。他方、ケテグスは再度凱旋式を求め、元老院は全会一致で「オモニウム・コンセンス」（合意）を与えた。
紀元前194年、ケテグスはその政治歴の頂点に達した。プレブスであるセクストゥス・アエリウス・パエトゥス・カトゥスと共に監察官（ケンソル）に就任した。元老院議員名簿の筆頭にはスキピオ・アフリカヌスとされ、その次に執政官が置かれた。成年男子人口は243,704人であった。同年にケテグスはユーノー神殿を奉献したが、完成は3年後であった。
ケテグスに関する記録は紀元前193年のものである。スキピオと執政官時代の同僚であったルフスと共に、ケテグスはアフリカに赴きカルタゴとヌミディア王マッシニッサとの領土紛争を仲裁した。使節団はしかしながら、「どちらの言い分が正しいのか理解できず、全てをそのままにした」が、アフリカが不安定な方がその時点ではローマにとって好都合だからでもあった。結局、使節はヌミディアの権益を守ることを基本とするが、これはこの後の40年間ローマの基本政策となった。

## 参考資料

### 古代の資料
- カピトリヌスのファスティ
- ティトゥス・リウィウス『ローマ建国史』
- ガイウス・プリニウス・セクンドゥス『博物誌』

### 研究書
- Bobrovnikova T. "Scipio African" - M .: Young Guard, 2009. - 384 p. - ISBN 978-5-235-03238-5 .
- Trukhina N."Politics and politics of the "golden age" of the Roman Republic" - M .: Publishing house of the Moscow State University, 1986. - 184 p.
- Broughton R. "Magistrates of the Roman Republic" - New York, 1951. - Vol. I. - P. 600.
- Münzer F. "Cornelius 83ff" // Paulys Realencyclopädie der classischen Altertumswissenschaft. - 1900. - T. VII . - P. 1276-1277 .
- Münzer F. "Cornelius 88" // Paulys Realencyclopädie der classischen Altertumswissenschaft. - 1900. - T. VII . - P. 1277-1278 .
- Münzer F. "Cornelius 91" // Paulys Realencyclopädie der classischen Altertumswissenschaft. - 1900. - T. VII . - P. 1279 .